# Kłyżów
Kłyżów – wieś w Polsce, położona w województwie podkarpackim, w powiecie stalowowolskim, w gminie Pysznica.
| SIMC    | Nazwa        | Rodzaj    |
| ------- | ------------ | --------- |
| 0804394 | Błonie       | część wsi |
| 0804402 | Borek        | część wsi |
| 0804419 | Młynarze     | część wsi |
| 0804425 | Podkorzeniec | część wsi |
| 0804431 | Rędziny      | część wsi |
| 0804448 | Zagóra       | część wsi |

W latach 1954–1961 wieś należała i była siedzibą władz gromady Kłyżów, po jej zniesieniu w gromadzie Zarzecze. W latach 1975–1998 miejscowość administracyjnie należała do województwa tarnobrzeskiego.
1 stycznia 2011 Ministerstwo Spraw Wewnętrznych i Administracji utworzyło z dwóch przysiółków tej wsi dwie nowe wsie: Krzaki i Słomianą.

## Urodzeni w Kłyżowie
- Adam Kuryłowicz – polski kolejarz, maszynista, działacz związkowy i polityk, minister pracy i opieki społecznej w latach 1946–1947, poseł na Sejm w II RP, do Krajowej Rady Narodowej oraz na Sejm Ustawodawczy[7].